# Alphonse Elric
Alphonse "Al" Elric (アルフォンス・エルリック; Hepburn: Arufonsu Erurikku), egy képzelt személy Fullmetal Alchemist világában. Arakava Hiromu alkotta meg a karaktert. Egy tudományos kísérletben, amellyel néhai édesanyját próbálták visszahozni az élők közé, "Al" elvesztette az emberi testét. Edward Elric, a testvére lelkét egy páncélhoz kötötte. A testvérek úgy vélik, a legegyszerűbb módja, hogy visszanyerjék, amit elvesztettek, ha jelentkeznek az Állami Alkimisták közé, hogy némi információhoz jussanak a bölcsek kövével kapcsolatban.

## A szereplő

### Háttere
Al egy vidéki városban, Resembol-ban született 1900-ban és itt is élt bátyjával Edward-al és szüleivel.
Alphonse nagyon kicsi volt még amikor apukájuk elhagyta őket. Később anyjuk Trisha Elric súlyos betegségbe esett és meghalt. Az elárvult gyerekeket a szomszéd Pinako Rockbell veszi pártfogásába. A fivérek alkímiát tanulnak és felvetül bennük az ötlet, hogy így hozzák vissza szeretett édesanyjukat az életbe. Egy Izumi Curtis nevű alkimistával találkozva felcsapnak az inasának, hogy tanulhassanak tőle. Mikor elég felkészültnek érzik magukat, végrehajtják az úgynevezett „Humán Transzmutációt”, ám a kísérlet nem sikerül és tragikus végbe torkollik. Al az egész testét, Ed pedig a bal lábát veszíti el.Edward váratlanul egy titokzatos kapu előtt találja magát, ahol végrehajt egy újabb transzmutációt. Ennek fejében feláldozza a jobb karját, hogy legalább a testvére bolyongó lelkét egy páncélban ehhez a világhoz kösse. Alphonse a páncélban tér magához és csodálkozva látja, hogy a teste eltűnt és ő nem érez semmit. De nincs sok ideje a töprengésre, bátyja életveszélyes állapotban hever mellette. Felgyógyulásuk után a két fivér hajszolni kezdi a Bölcsek Kövét, hogy visszakapják, amit elvesztettek.

### Személyisége
Alphonse fantasztikus társ. Edward nem is kívánhatna jobb testvért, mivel mindig segítőkész és ha Ed valami hülyeséget akar csinálni, lebeszéli róla. Személyisége formálásában meghatározó szerepe volt anyja halálának, annak, hogy apjuk elhagyta őket és a sikertelen alkímiai kísérletnek. Reménytelen, de kitartó kutatást folytat, hogyan tudná a testvérének visszaadni végtagjait. Erősen hisz az Egyenértékűség Elvében, egy alkimista alapvetésben.(És nagyon imádja a macskákat.)

### Képességei
|  | Alább a cselekmény részletei következnek! |

Edward mivel gyerek korában látta a kaput ezért tud alkimista kör nélkül is transzmutálni. Alphons nagyon irigyli ezért bátyját, de örül a sikerének. Ed és Al nagyon sokat kutattak a Bölcsek Köve után (mint szinte minden alkimista), ezért meg is találták, de nem is akár hol: Alphonse páncéljába. És mivel Al-ban van a Bölcsek Köve, ezért képes az erejét kihasználni. Az 51 részes sorozat végén ezzel menti meg Edward-ot.

### Magassága
A páncél miatt 220 cm. Eredeti hajszíne szőkésbarna.

### Végzete
|  | Alább a cselekmény részletei következnek! |

A sorozatban Al testében létrehozzák a Bölcsek Kövét, ám a kővel együtt Alt elrabolja Irigy, a homunkulusz és mesteréhez, Dantéhoz viszi egy földalatti városba. Edward felkutatja testvérét és kiköt Danténál, aki átküldi a Kapun. Onnan viszont visszajön, ezután pedig harcba bocsátkozik Iriggyel, aki hosszú dulakodás után átszúrja és ezzel megöli. Al a kővel megmenti Edet, ám ezzel az ő lelke kerül a Kapun túlra, amit Ed szintén visszacsinál, így Al valós testében, az addigi 4 év emléke nélkül és Reesemboolban, míg Edward az első világháború utáni Németországban él tovább, a Kapun túl.